# Mount Bishop (Antarktika)
Mount Bishop ist ein 3020 m hoher und markanter Berg in der antarktischen Ross Dependency. In der Königin-Alexandra-Kette des Transantarktischen Gebirges ragt er 3 km südlich des Ahmadjian Peak auf.
Das Advisory Committee on Antarctic Names benannte ihn 1966 nach Leutnant Barry Chapman Bishop (1932–1994) von der United States Air Force, Extrembergsteiger, Teilnehmer einer von 1956 bis 1957 dauernden argentinischen Antarktisexpedition und von 1958 bis 1959 Mitglied im Stab des United States Antarctic Program.